# Бунґо-Оно
Бунґо-Оно (яп. 豊後大野市) — місто в Японії, у префектурі Ойта.
Сучасне місто засноване 31 березня 2005 року шляхом злиття 5 невеликих містечок і 2 сіл.